# Триптих святого Иоанна Крестителя и святого Иоанна Богослова

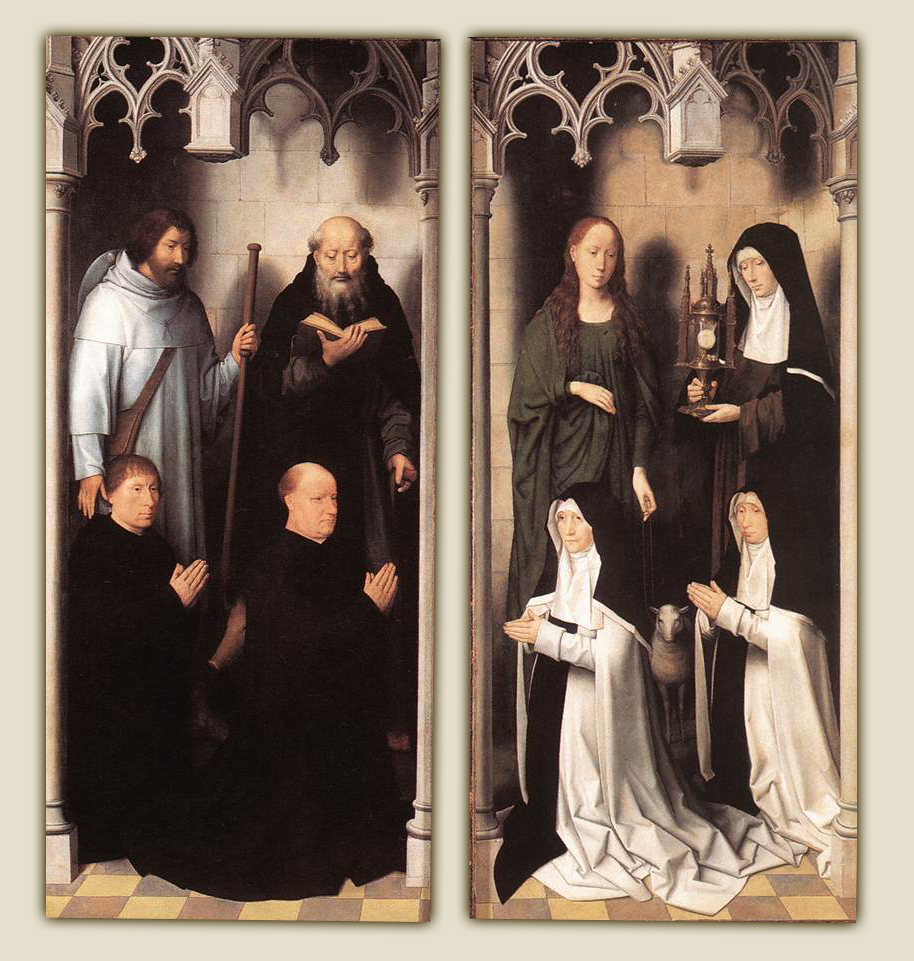
Алтарь с закрытыми створками. На их внешних сторонах изображены коленопреклоненные донаторы со своими святыми покровителями.

Триптих святого Иоанна Крестителя и святого Иоанна Богослова — алтарная картина нидерландского живописца Ханса Мемлинга, хранящееся в так называемом «Музее Мемлинга», расположенном в бывшем госпитале Святого Иоанна в бельгийском Брюгге. По его центральной части триптих также называют «Мистическое обручение святой Екатерины». Боковые створки трёхстворчатого алтаря расписаны с двух сторон, так что всё произведение включает пять изображений.

## История создания
Здание госпиталя Святого Иоанна (нидерл. Sint-Janshospitaal), основанного ещё в 1182 году, продолжало перестраиваться и в XV веке. С 1473 по 1475 были реконструированы две большие палаты, и была построена новая капелла таким образом, чтобы пациенты могли участвовать в церковной службе, не вставая со своих постелей.
Именно для этой капеллы Мемлинг написал триптих «Мистическое обручение святой Екатерины». Как свидетельствует надпись на раме, он закончил работу в 1479 году, но получил заказ, вероятно, до 1475 года, поскольку в этом году скончался один из донаторов, изображённых на внешней стороне левой створки.
В ходе дальнейших перестроек капелла была отделена от палаты стеной, алтарь перенесён в другое помещение, но остался в госпитале, ныне превращённом в «Музей Мемлинга».
В 1794 году после захвата Брюгге французами алтарь был вывезен в Париж. В 1815 он был возвращён, а в 1817 подвергся реставрации.

## Описание
Когда триптих стоял в алтаре капеллы, его створки были, как правило, закрыты и открывались только во время праздничных богослужений. В остальные дни можно было увидеть лишь внешнюю сторону закрытых боковых створок, где изображены донаторы и их святые покровители. На левой створке — коленопреклонённые заказчики алтаря Якоб де Куник и Антоний Зегерс со своими патронами святым Иаковом и святым Антонием Великим. Донаторы были братьями-попечителями госпиталя. Антоний Зегерс скончался в 1475 году, вероятно, вскоре после получения заказа Мемлингом. Якоб де Куник был известен как предприниматель. На правой створке можно увидеть возглавлявших госпиталь Агнесу Казенбруд и Клару ван Хульзен, за ними — их покровительницы: святая Агнеса с ягнёнком и святая Клара с большим монстранцем в руках. Донаторы одеты в чёрно-белые августинские одежды. Архитектурные детали исполнены гризайлью. В целом наружные поверхности створок выдержаны в приглушённой холодной гамме, что контрастирует с праздничной яркой палитрой внутренней росписи, которая должна была производить сильное впечатление на зрителя, когда складень раскрывался.

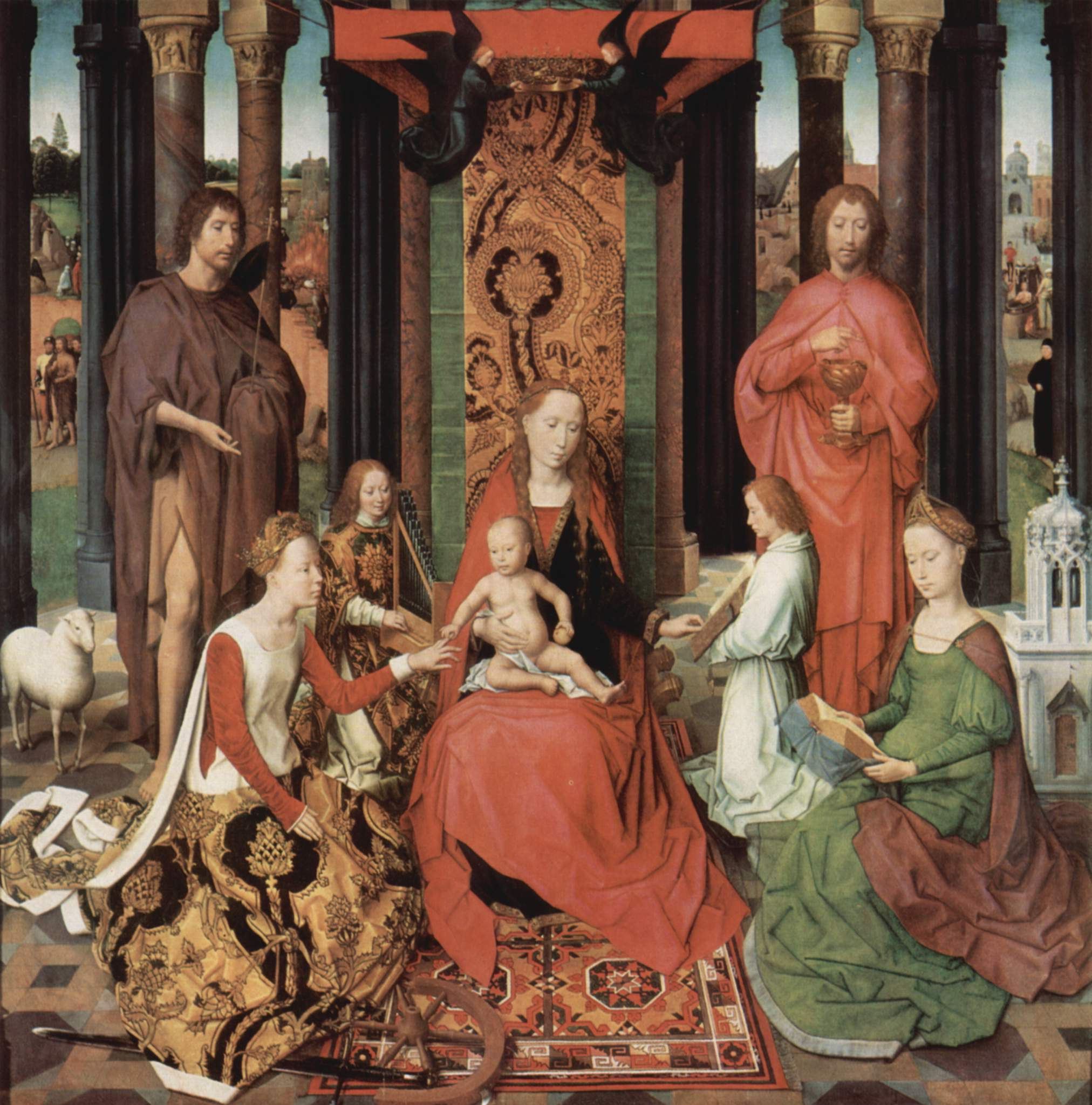
Центральная часть триптиха

Центральная часть триптиха имеет приблизительно квадратную форму и размеры 193,5 × 194,7 см. В центре композиции — фигура Богоматери с младенцем на троне, вокруг неё почти симметрично расположены фигуры святых и ангелов. Слева от Марии — ангел, играющий на портативном органе, ангел справа держит перед нею раскрытую Книгу Мудрости. Ещё два маленьких ангела летают высоко над её головой с короной в руках.
Слева на переднем плане — святая Екатерина Александрийская, рядом с нею на полу — её атрибуты: меч и колесо. Она показана в момент мистического обручения, младенец Иисус надевает ей на палец кольцо. Справа — святая Варвара с книгой. За спиной Варвары — башня, её атрибут. Есть гипотеза, что святой Екатерине Мемлинг придал сходство с Марией Бургундской, а святой Варваре — с Маргаритой Йоркской.
С двух сторон позади Марии у колоннады — фигуры святых Иоанна Крестителя и апостола-евангелиста Иоанна Богослова. Им же посвящены сюжеты боковых створок. При основании госпиталь был посвящён евангелисту Иоанну, но впоследствии Иоанна Крестителя также признали его покровителем.
За спиной Иоанна Крестителя в просветах между колоннами показаны сцены из его жития: проповедь, взятие под стражу, сожжение его останков язычниками. На историзованных капителях колонн изображены видение Захарии, рождение и определение имени Иоанна.

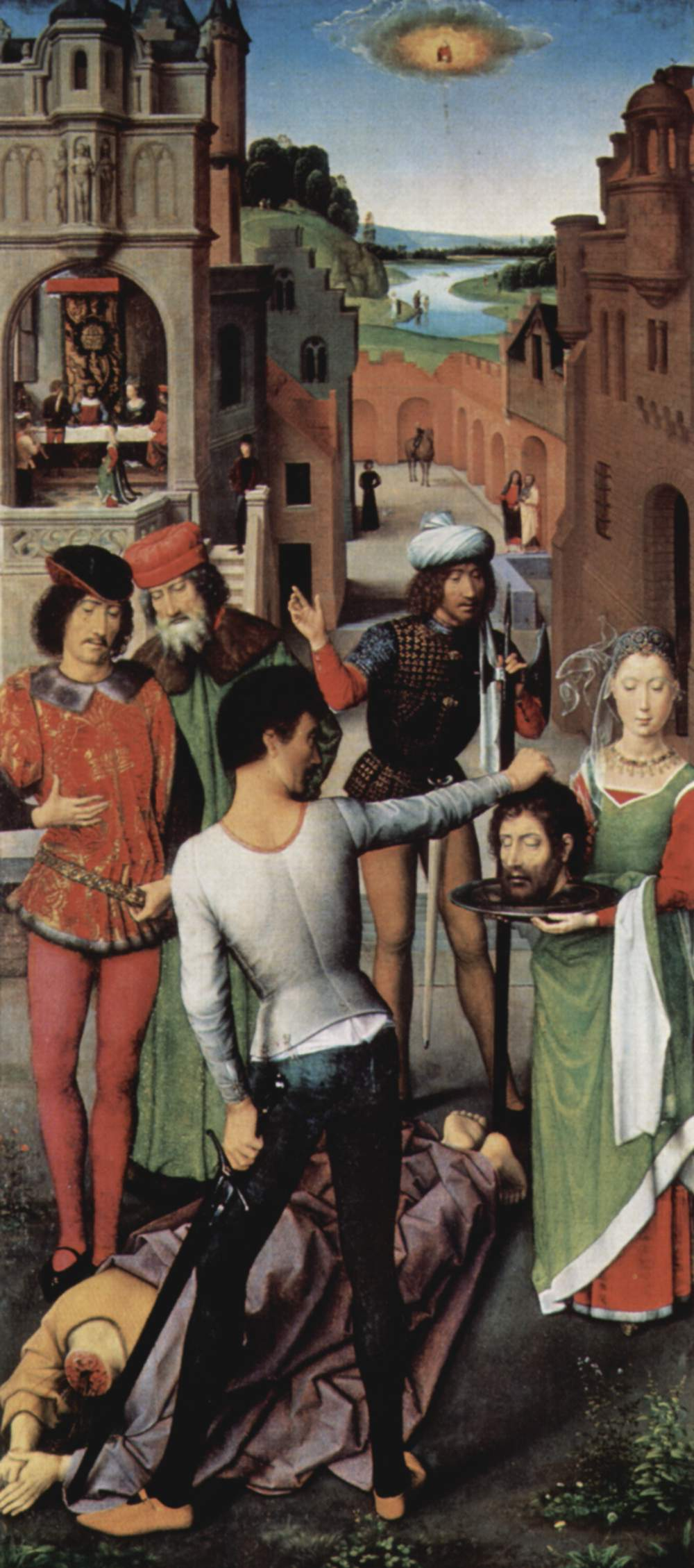
Левая часть триптиха

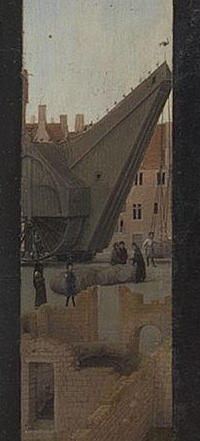
Фрагмент центральной части с подъёмным краном

В пейзаже позади Иоанна Богослова также три сюжета: Иоанн крестит философа Кратона, святого ведут на лодку для отправки на остров Патмос, его пытаются казнить в котле с кипящим маслом. Чуть ближе, за крайней правой колонной — фигура в чёрном плаще и шапочке. Предположительно, это автопортрет Мемлинга. На капителях колонн: воскрешение Друзианы и сцена, где евангелист без вреда для себя пьёт отравленное вино.
Слева от Иоанна Богослова между двумя колоннами можно наблюдать миниатюрную светскую сцену, не имеющую отношения к остальным сюжетам картины, но связанную с госпиталем. Здесь изображён пейзаж Брюгге с большим городским подъёмным краном. Рядом с краном — несколько винных бочек. Здесь происходил контроль и измерение поставок вина. Привилегия проводить эту операцию была в XIV веке предоставлена городом Госпиталю Святого Иоанна. Брюгге был крупным центром торговли вином, поэтому контроль над нею давал госпиталю хороший доход. Йос Вильямс, брат, ответственный за измерение вина, после смерти Антония Зегерса стал главой госпиталя и оставался им на момент завершения работы над алтарём.

В целом композицию центральной части можно соотнести с иконографической схемой «Святое собеседование», популярной в итальянском искусстве во времена Мемлинга.

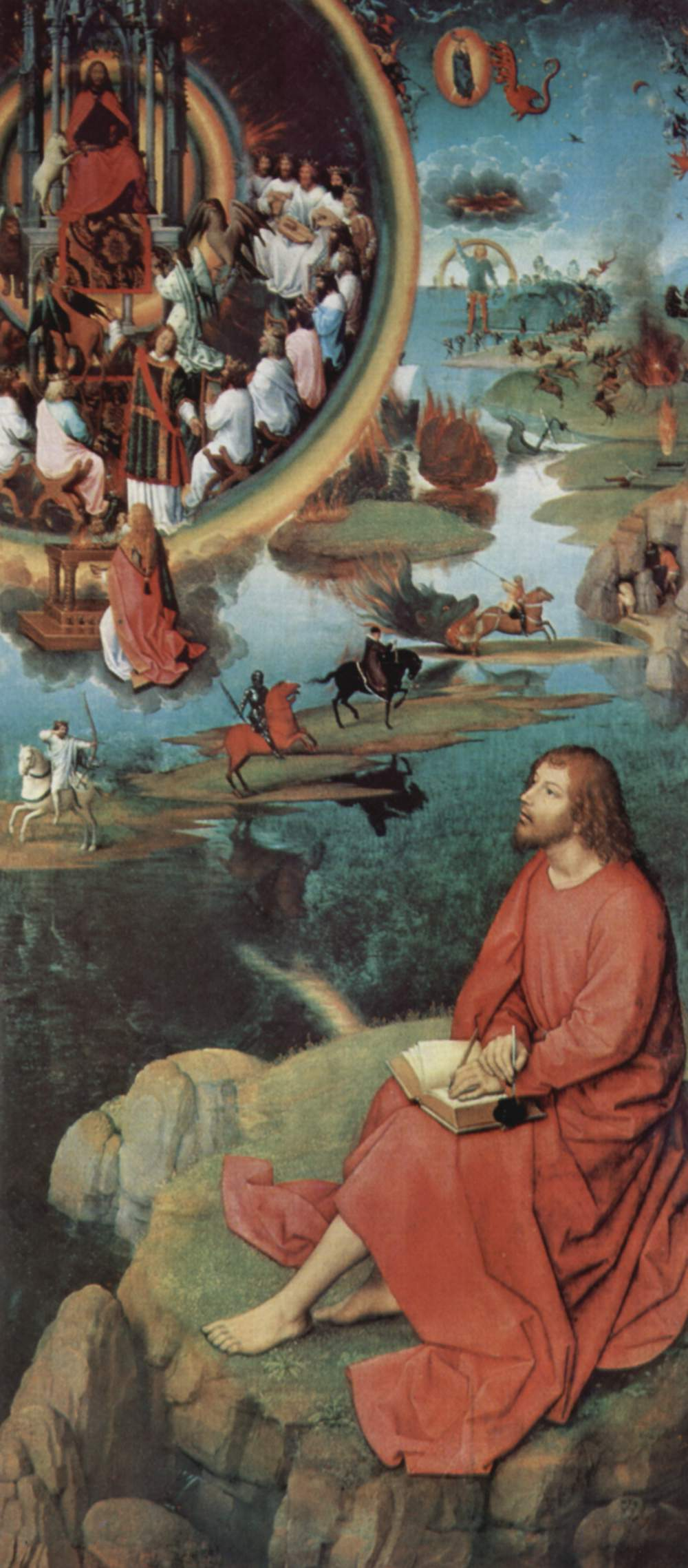
Правая часть триптиха

На левой створке Мемлинг изобразил казнь Иоанна Крестителя. Её размер: 193,2 × 97,1 см. Палач, стоящий спиной к зрителю с мечом в левой руке, в правой держит отрубленную голову святого, которую кладёт на блюдо в руках стоящей подле Саломеи. Три зрителя в ярких костюмах стоят вокруг обезглавленного тела. На фоне изображены предшествующие события: танец Саломеи и крещение Христа в Иордане.
Размер правой створки: 193,3 × 97,3 см. Её сюжет — Иоанн Богослов на острове Патмос. Он показан на переднем плане, записывающим свои видения. Мемлинг изображает их буквально как они излагаются в Апокалипсисе (4 — 12). В левом верхнем углу показан небесный престол, окружённый радугой. Вокруг престола — и старцы в белых одеждах и золотых венцах, и четыре шестикрылых зверя, и даже «семь светильников огненных». У Сидящего на престоле — книга с семью печатями, а впереди, у самой радуги — ангел, вопрошающий «Кто достоин раскрыть сию книгу и снять печати её?» Подле престола — Агнец, стоящий на задних копытцах и срывающий печати передними. За пределами радужного круга показан пейзаж, наполненный образами Апокалипсиса: четыре всадника: на белом коне, на рыжем, вороном и на бледном, Имя последнему — «смерть», «и ад следовал за ним». Ад показан в виде чудовищной огнедышащей головы с раскрытой пастью. За всадниками — картины крушения мира, землетрясение, падение звёзд, все люди прячутся в пещерах (Откр. 6). Над рушащимся миром — великанская фигура другого ангела, сходящего с неба, окружённого радугой и с раскрытой книжкой в руке (Откр. 10). Буквально показана «саранча, подобная коням» с хвостами скорпионов (Откр. 9). У верхнего края картины — сюжеты из 12 главы Откровения — «жена, облечённая в солнце», рядом с нею «большой красный дракон с семью головами и десятью рогами». В правом верхнем углу — архангел Михаил, низвергающий дракона.
Соединяя в едином пространстве картины реалистическое изображение Иоанна на переднем плане с фантастическими видениями на фоне, крупную фигуру на переднем плане с пейзажным фоном, заполненным множеством миниатюрных сцен, Мемлинг предвосхищает будущие открытия нидерландских художников. Скажем, «Сумрачный день» Брейгеля перекликается с композицией правой створки алтаря, а сцены на заднем плане, сочетающие фантастику и наивный реализм, сродни будущим сюжетам Босха.

Детали правой створки
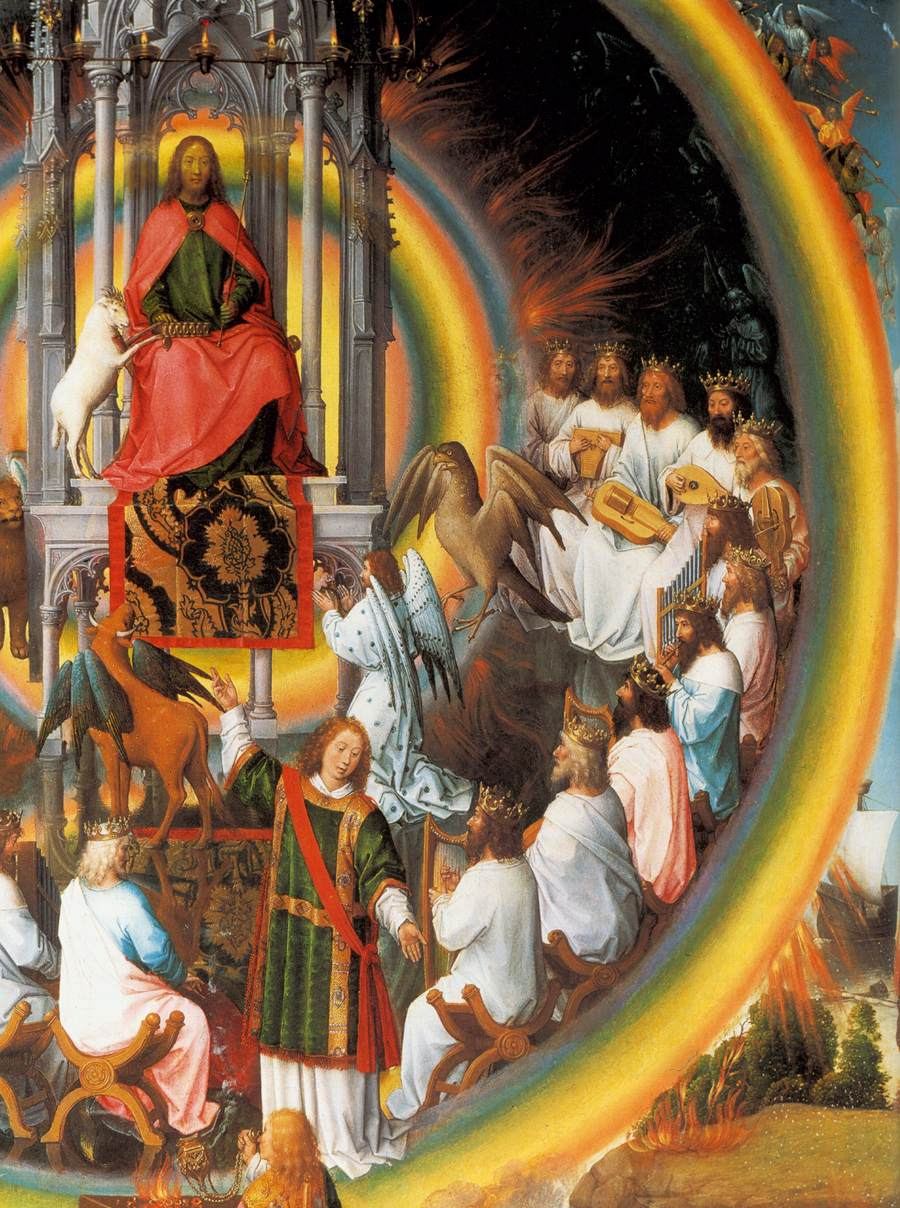
...престол стоял на небе, и на престоле был Сидящий...и радуга вокруг престола...
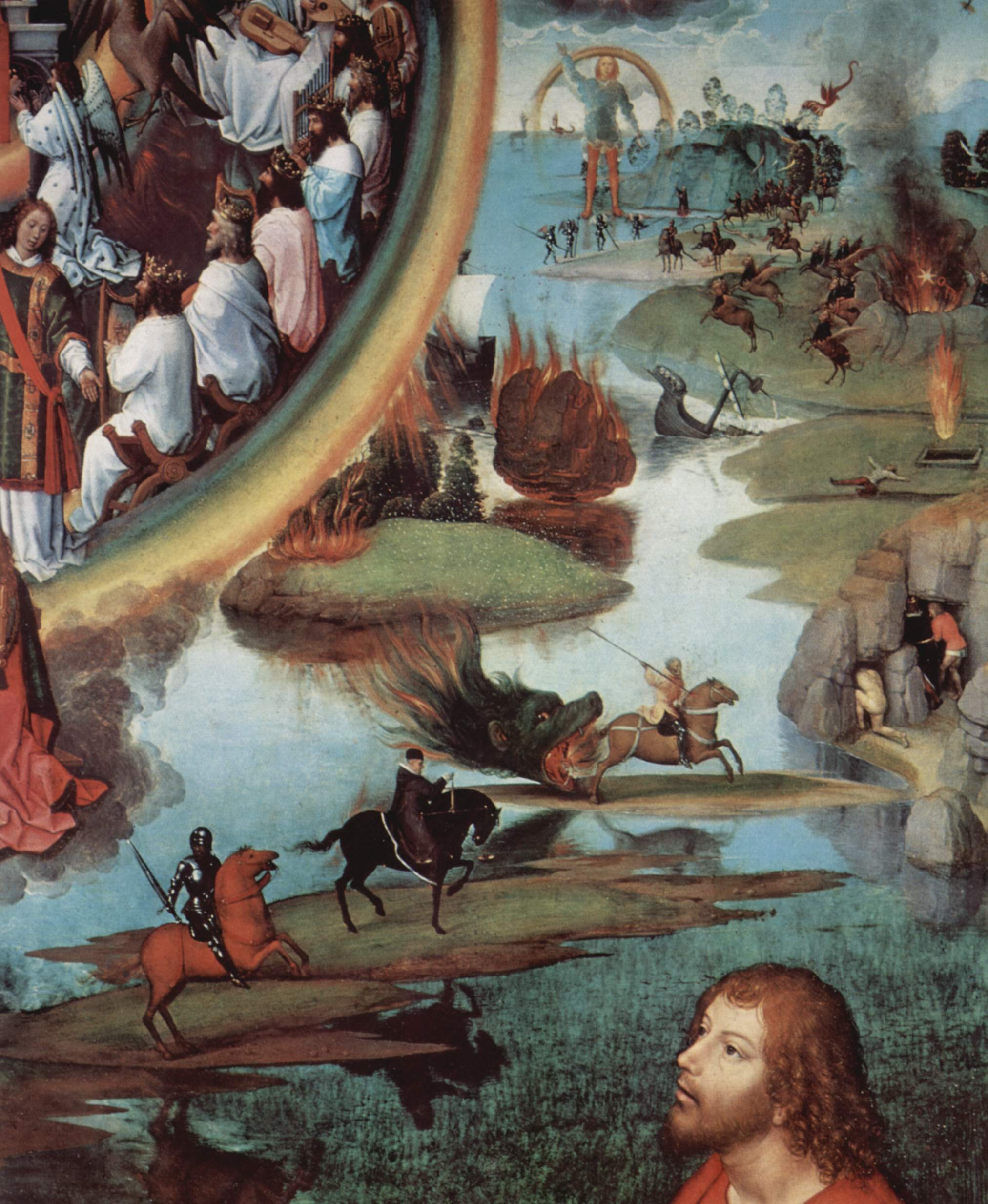
Четыре всадника
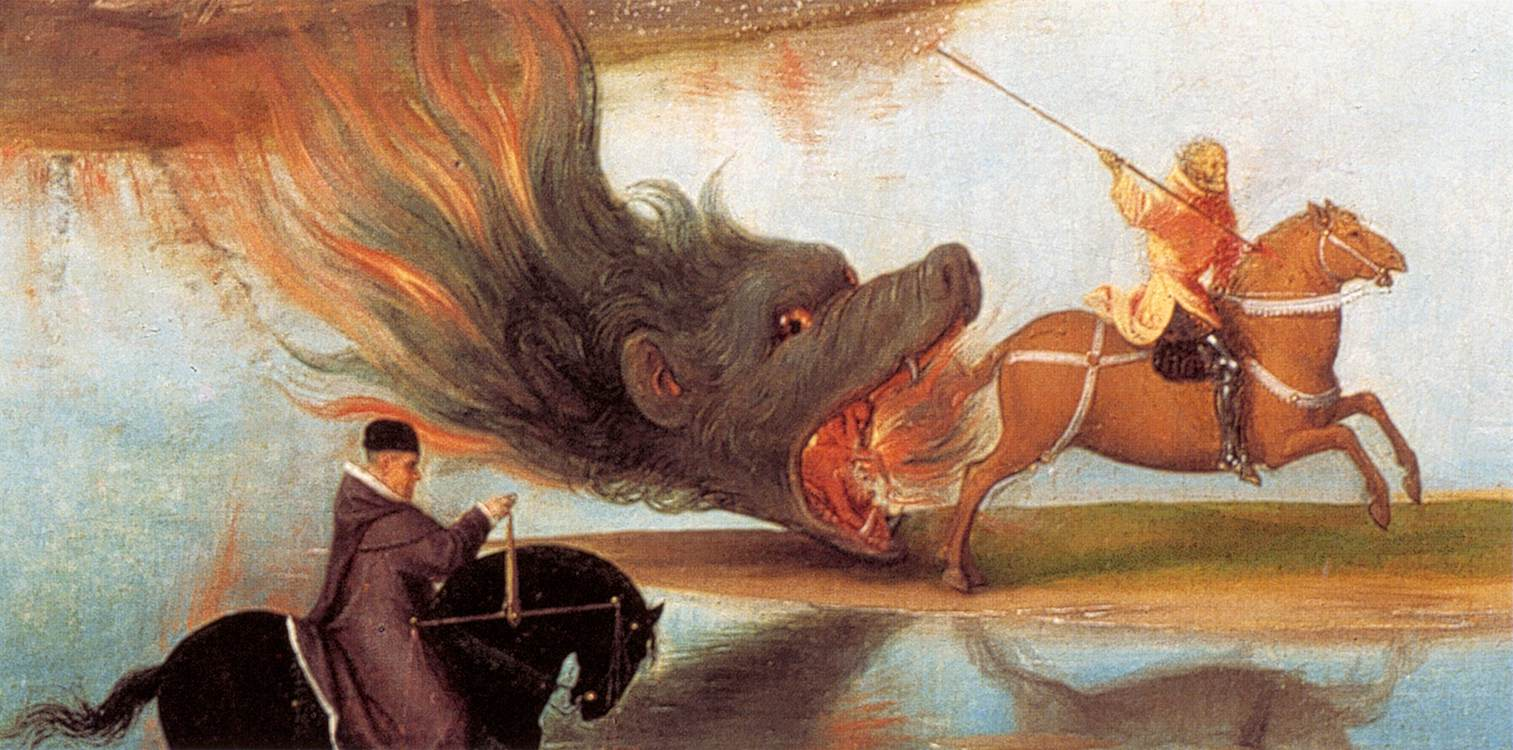
...конь бледный, и на нём всадник, которому имя «смерть»; и ад следовал за ним...
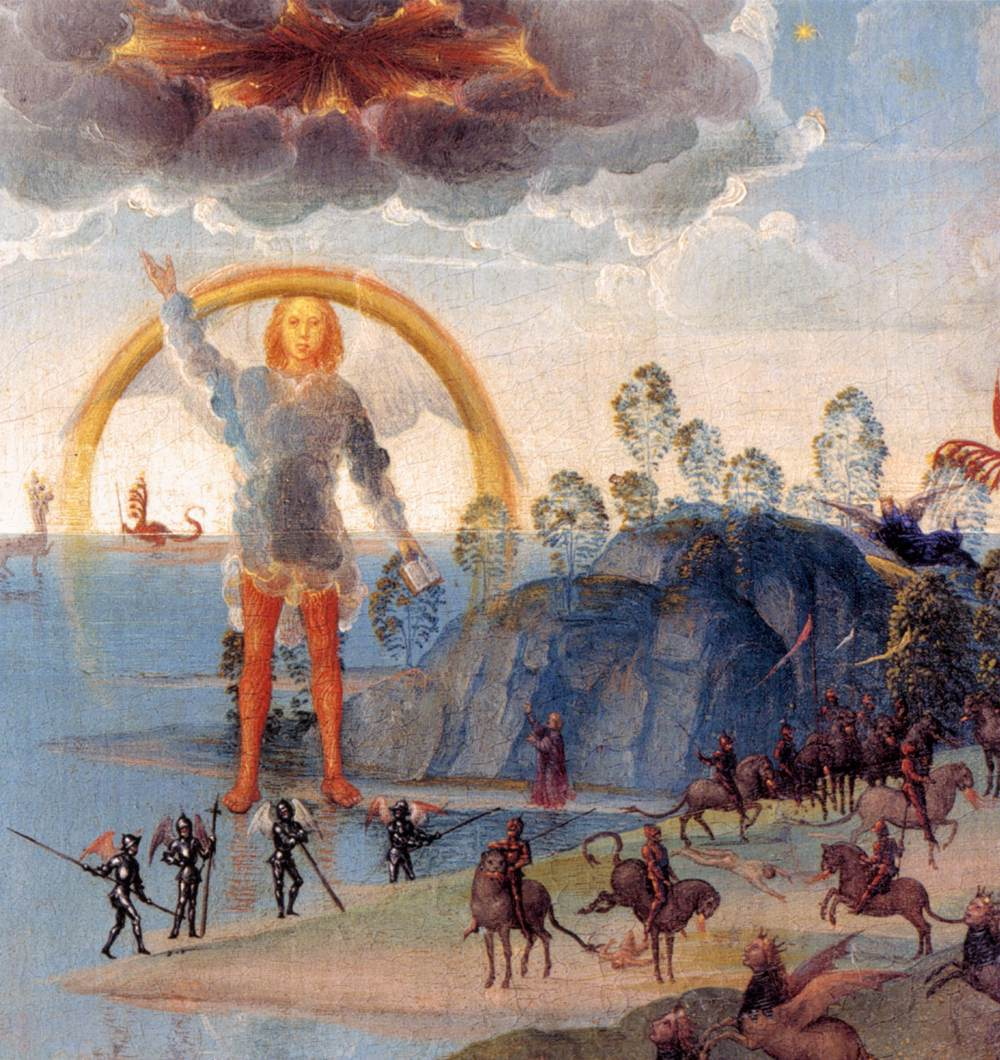
И видел я другого Ангела сильного, сходящего с неба, облечённого облаком; над головою его была радуга...